# 11a edició dels Premis Mestre Mateo
La 11a edició dels premis Mestre Mateo fou celebrada el 6 d'abril de 2013 per guardonar les produccions audiovisuals de Galícia del 2012. Durant la cerimònia, l'Academia Galega do Audiovisual va presentar els Premis Mestre Mateo en 25 categories. La gala es va celebrar al Palau de l'Òpera de La Corunya i va ser presentada pels actors Ricardo de Barreiro i Cristina Castaño, sota l'ordre del director Dani de la Torre.

## Premis
Es van repartir un total de 25 guardons entre les obres i professionals nominats.
La triomfadora d'aquesta edició va ser la pel·lícula d'animació O Apóstolo, amb sis premisː millor direcció, millor llargmetratge, direcció artística, adreça de producció, música original i cançó. D'altra banda, la pel·lícula Invasor, que partia com una de les favorites amb onze nominacions, finalment només va aconseguir el premi al millor muntatge.
Els guanyadors són els que apareixen en primer lloc i destacats en negreta.

| Millor pel·lícula | Millor director |
| --- | --- |

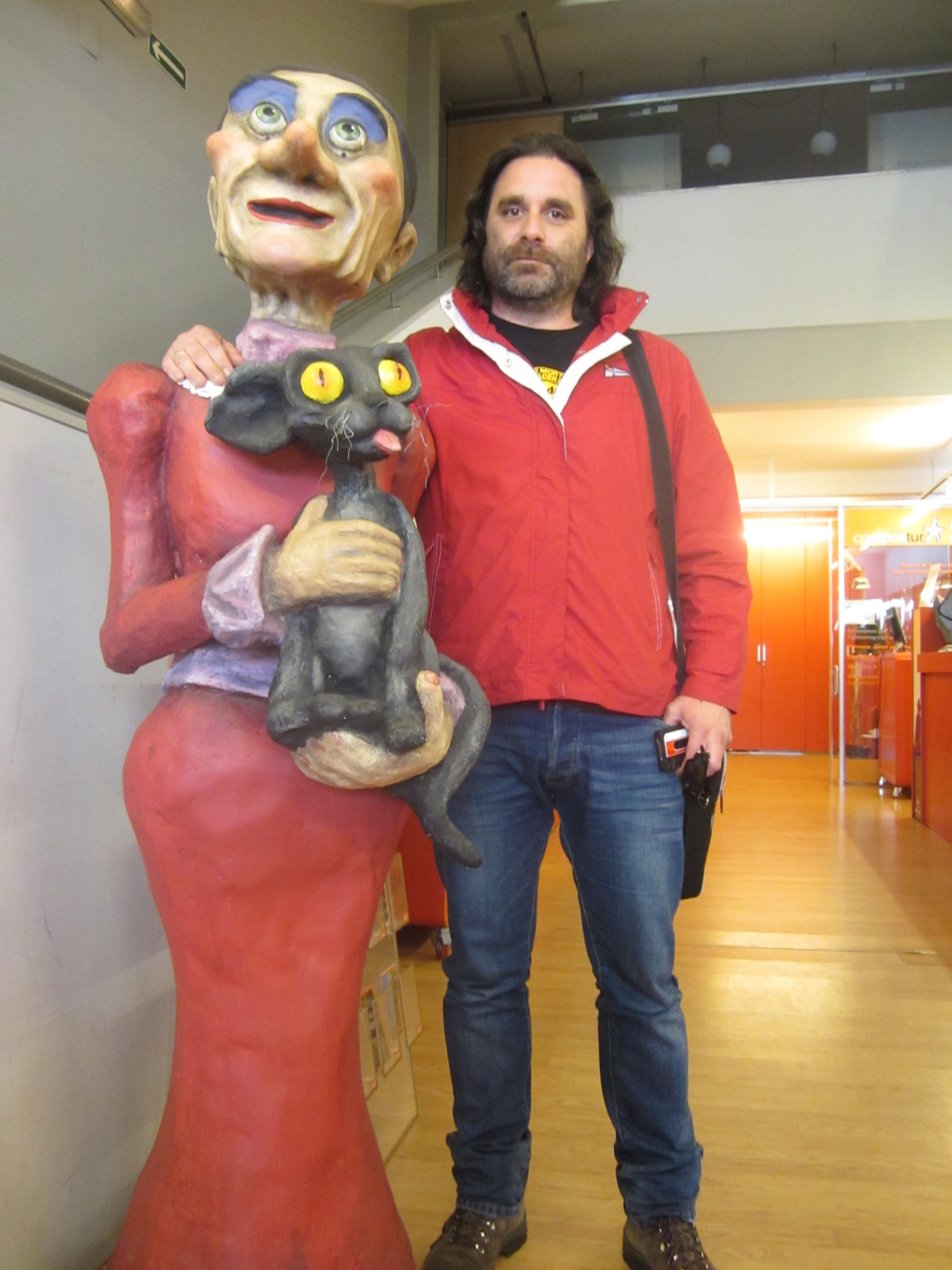
Fernando Cortizo, Millor director

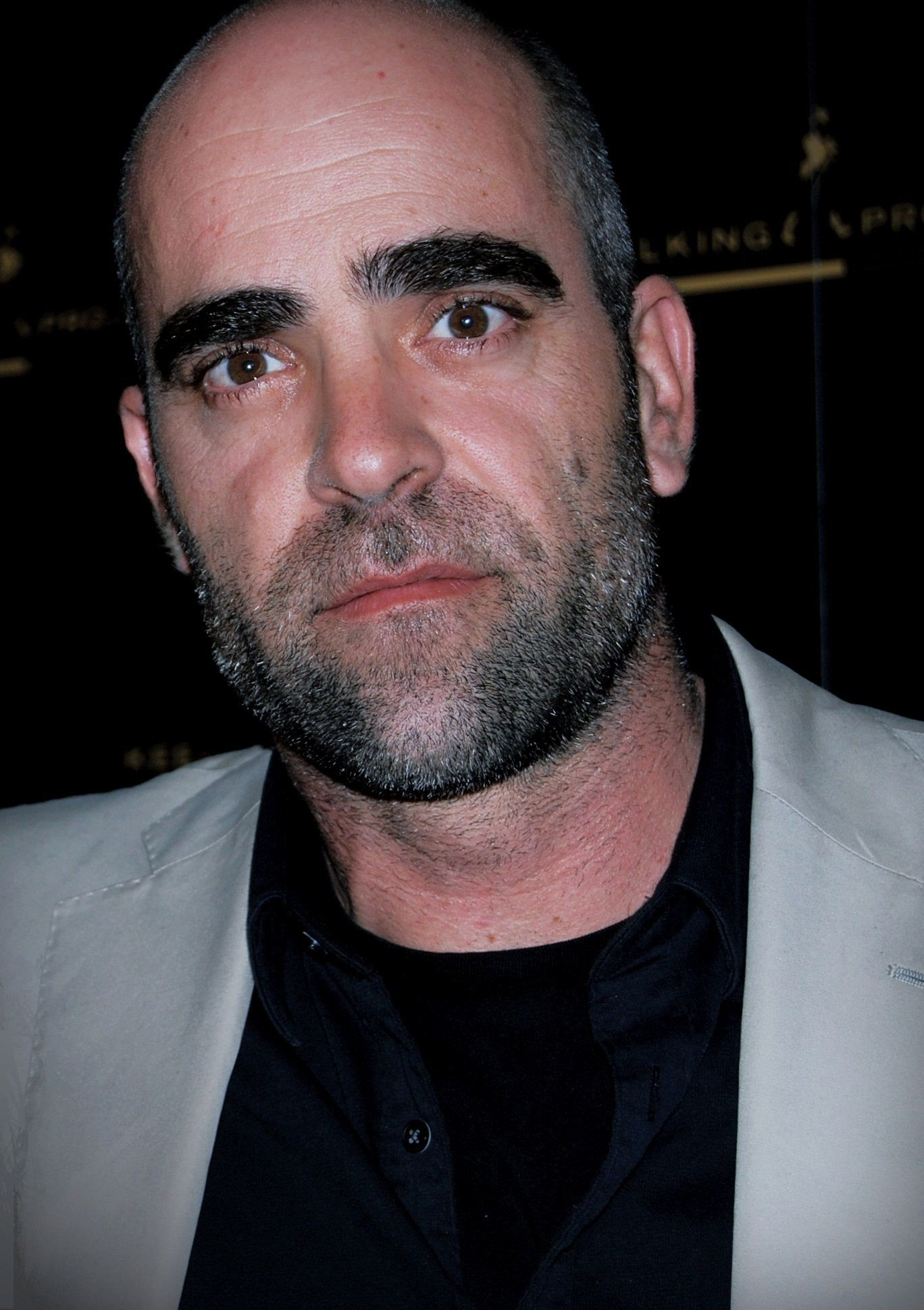
Luís Tosar, Millor actor

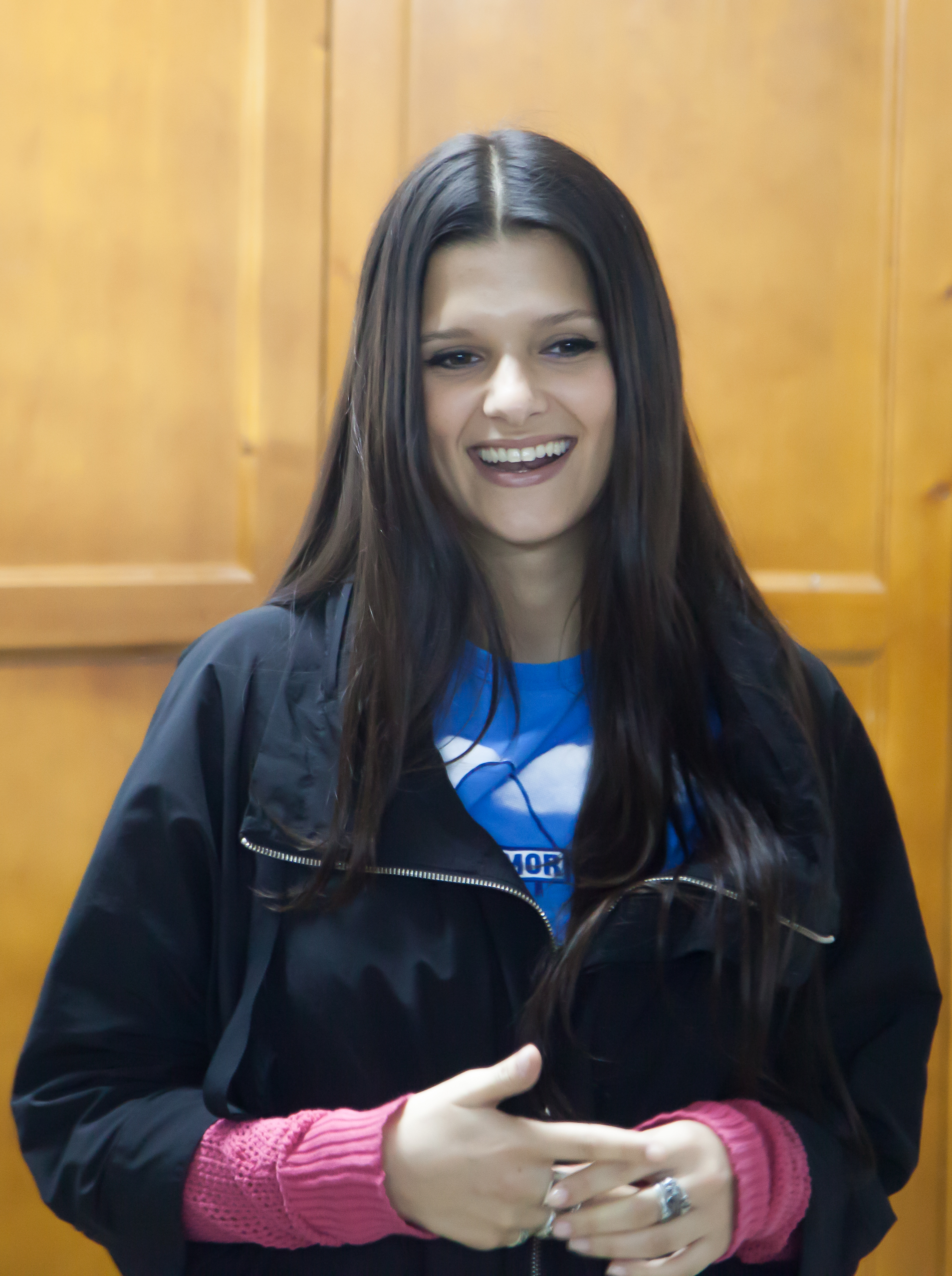
Sabela Arán, Millor actriu

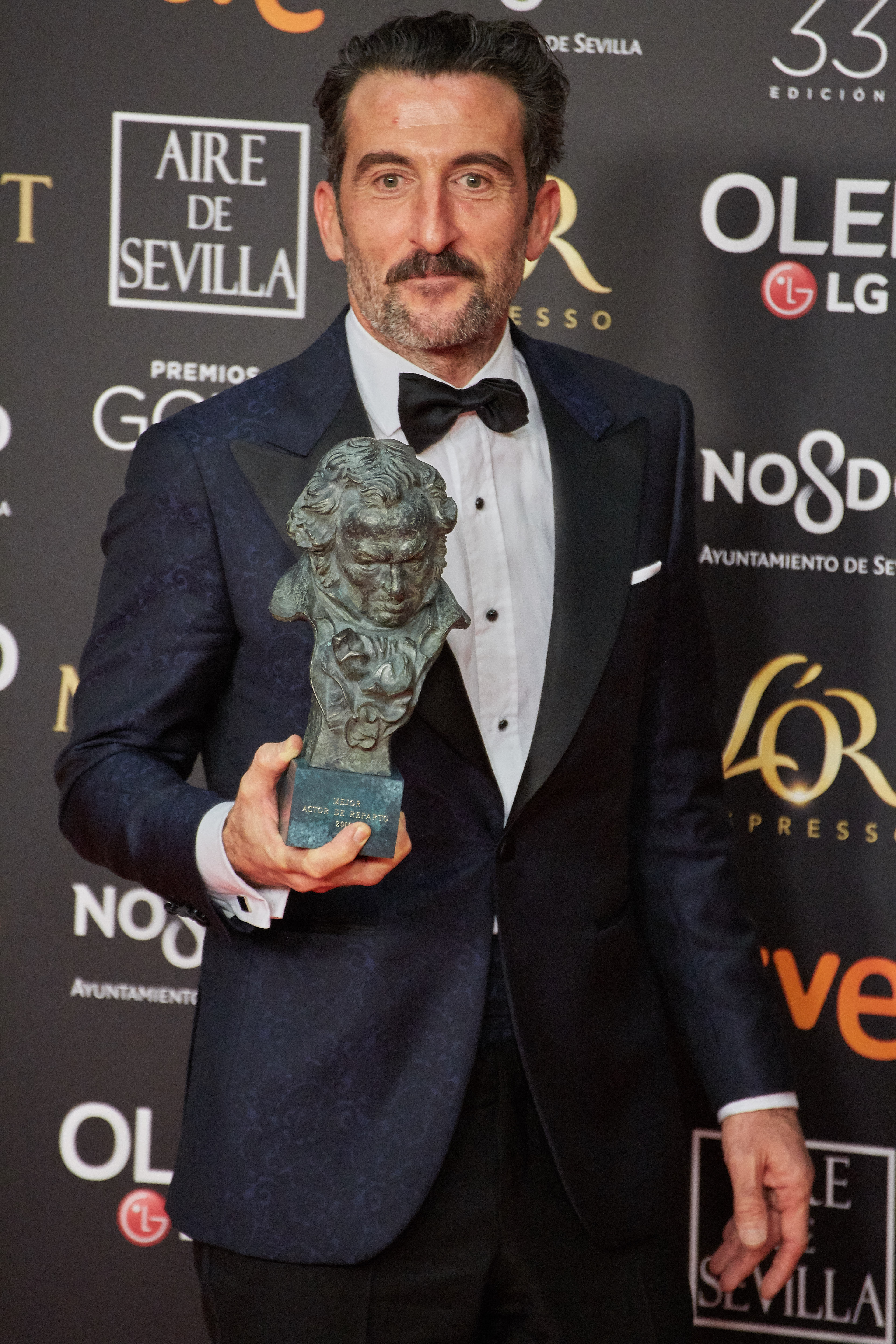
Luís Zahera, millor actor secundari

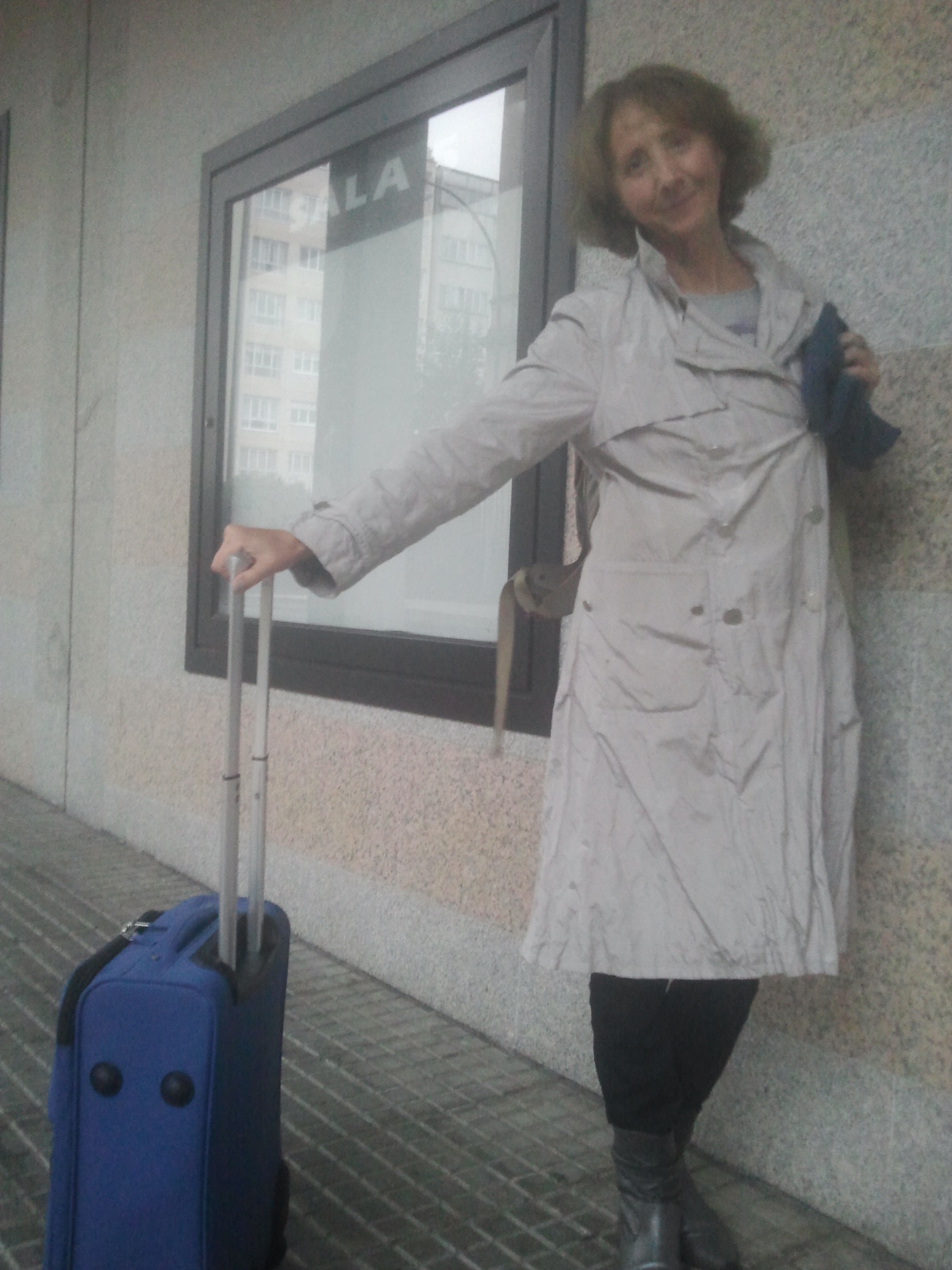
Mabel Rivera, Millor actriu secundària

| - O Apóstolo – Rosalía Mera i Artefacto Producciones - Lobos de Arga – Tomás Cimadevilla - Invasor – Daniel Calparsoro - Vilamor – Daniel Froiz                                                                                              | - Fernando Cortizo – O Apóstolo - Daniel Calparsoro – Invasor - Pela del Álamo – N-VI - Xavier Villaverde – O sexo dos anxos |
| Millor actor | Millor actriu |
| - Luís Tosar – Operación E com José Crisanto - Antonio Durán "Morris" – Padre Casares com Delmiro Ferreira Iglesias - Luís Iglesia – Matalobos com Carmelo Matalobos Torreiro - Federico Pérez – Era visto! com Moncho                       | - Sabela Arán – Vilamor com Sonia - Celia Freijeiro – Todo é silencio com Leda - Isabel Naveira – Matalobos com Eva Seijas - Blanca Portillo – Concepción Arenal, a visitadora de cárceres com Concepción Arenal                                                        |
| Millor actor secundari | Millor actriu secundària |
| - Luis Zahera – Todo é silencio com Malpica - Antonio de la Torre – Invasor com Diego - Karra Elejalde – Invasor com Baza - Tacho González – Padre Casares com Sindo                                                                         | - Mabel Rivera – Concepción Arenal, a visitadora de cárceres com Juana de Vega - Inma Cuesta – Invasor com Ángela - Sonia Méndez – O sexo dos anxos com Marta - Mara Sánchez –Libro de familia com Laura Saavedra                                                       |
| Millor guió | Millor realitzador |
| - Matalobos – Alberto Guntín, Daniel D. García, Benigno López, Cheché Carmona, Roberto G. Méndez i Alba Varela - O Apóstolo – Fernando Cortizo - Invasor – Javier Gullón i Jorge Arenillas - Todo é silencio – Manuel Rivas                  | - Galegos no mundo – Mónica Ares i Toño López - Tourilandia – José Mª Fernández Vilas "Chema" - Casamos! A Historia de Amor de... – Raúl García i Gerardo Rodríguez - Lendas Vivas – Xavier Jácome                                                                      |
| Millor videoclip | Millor documental |
| - Un Piatto (Banda Crebinsky) – Control Z - Gente Pota (Caxade) – Alonso Caxade - Shame on Us (Holywater) – Hachedé Visual i CTV - Fendendo Hachas (Talabarte) – Control Z                                                                   | - 100% CEF – Asociación Cultural, Ecoloxista, de Montaña e Desenvolvemento Rural Arraianos i TVG - Fraga y Fidel, Sin Embargo – Bambú Producciones i TVG - Avión, el Pueblo Ausente – Filmanova, 14 Pies Audiovisual i TVE - A Muller do Eternauta – Frida Filmes i TVG |
| Millor sèrie de televisió | Millor programa de televisió |
| - Era visto! – Producións Zopilote per TVG - Os Bolechas – Ediciones Bolanda i TVG - Matalobos – Voz Audiovisual i TVG - Padre Casares – Voz Audiovisual i TVG                                                                               | - Zigzag diario – TVG - Galegos no Mundo – Portocabo i TVG - Tourilandia – CTV i TVG - Reporteiros – TVG |
| Millor direcció de producció | Millor direcció artística |
| - Marta García –O Apóstolo - Carlos Amoedo – O sexo dos anxos - Jordi Berenguer – Invasor - Laura Cuevas e Toni Carrizosa – Concepción Arenal, a visitadora de cárceres                                                                      | - María Hernanz – O Apóstolo - Curru Garabal – Vilamor - Juan Pedro Gaspar – Invasor - Antonio Pereira i Ángel Amaro – Matalobos |
| Millor comunicador de televisión | Millor muntatge |
| - Fernanda Tabarés – Vía V - Ana Pérez – Telexornal – Fin de semana - María Solar – Zig Zag - Xosé Antonio Touriñán – Tourilandia | - Invasor – Antonio Frutos i David Pinillos - O Apóstolo – Fernando Alfonsín - Vilamor – Guillermo Represa - Lobos de Arga – Nacho Ruíz Capillas |
| Millor música original | Millor so |
| - O Apóstolo – Xavier Font, Arturo Vaquero i Philip Glass - Vilamor – Zeltia Montes - Todo é silencio – Sergio Moure - Era visto! – Piti Sanz                                                                                                | - O Apóstolo – David Machado, Diego S. Staub i Miguel Barbosa - Invasor – Sergio Bürmann, James Muñoz e Nicolás de Poulpiquet - Matalobos – Alfonso Couceiro, Santi Jul i Iván Laxe - Dous fragmentos/Eva – Xavier Souto i Diego S. Staub                               |
| Millor fotografia | Millor maquillatge i pentinat |
| - Vilamor – Alberto Díaz “Bertitxi” - Imperium – Jacobo Martínez - O Apóstolo – David Nardi - Matalobos – Xosé Manuel Neira | - Lobos de Arga – Raquel Fidalgo i Fermín Galán - Todo é silencio – Almudena Fonseca - Invasor – Raquel Fidalgo i Paco Rodríguez - Concepción Arenal, a visitadora de cárceres – Yolanda Piña                                                                           |
| Millor sèrie web | Millor producció de publicitat |
| - Angélica y Roberta (Vol. II) – Sonia & Sandra e La Panificadora - Entre Pipas – Jorge Cassinello - Joke Business – Israel Nava i Déborah Vukusic - Te Quiero, Pero – Ángel Seaone, Sabela Pillado, Tati García i Carlos Gulías (Pronettia) | - Sairemos como Galegos – Congo Producciones - Galicia no Corazón – Congo Producciones - Spot Mondariz – Lúa Films I.A.C.E. S.L. - O Viño que Sabe a Festa (Festa do Albariño de Cambados) – Juan Galiñanes e Eve Martínez                                              |
| Millor curtmetratge d'imatge real | Millor curtmetratge d'animació |
| - Conversa cunha muller morta – Sonia Méndez - Anacos – Xacio Baño - Mr. Smith and Mrs. Wesson – Producciones Fin de Semana i Aira Studio - As vacacións do verdugo – Sonia i Miriam Albert Sobrino                                          | - O xigante – Abano Producións i Pilot Design - Equilibrium – Algarabía Animación - Morti – Moonbite Games i Continental Producciones - Only You – Universitat de les Illes Balears                                                                                     |
| Millor disseny de vestuari | |
| - Concepción Arenal, a visitadora de cárceres – María Gil i Sonia Segura - Matalobos – Saturna - O Apóstolo – Valentin Duranthon - Vilamor – María Fandiño i Mar Fraga                                                                       | |

## Premis especials

### Premio de Honra Fernando Rey
- Xabarín Club